# Wiped Out/Violently
Wiped Out/Violently è un singolo degli Archive del 2012, estratto dall'album With Us Until You're Dead.
Wiped Out, brano dall'atmosfera molto scura e cupa, è stato composto Darius Keeler e Danny Griffiths. I due (autori anche del testo) hanno dichiarato che si tratta di un brano molto personale, così come tutto il resto dell'album, sia dal punto di vista musicale che lirico. La voce è di Pollard Berrier, che si è limitato alla semplice esecuzione del brano portato in studio già completo di melodia dai due colleghi.
Violently è stato uno dei primi brani realizzati dell'album. La musica è di Danny Griffiths e Darius Keeler, il testo di Holly Martin (interprete del brano) e Griffiths. L'idea iniziale della canzone è opera di Griffiths, il quale ha inviato la melodia con la frase "Who the fuck is anything" e altre idee a Holly Martin, che è partita da lì per scrivere il testo. Il resto della musica è stato poi completato insieme a Darius Keeler, che ha aggiunto alcune parti, le orchestrazioni, e la sezione orchestrale che chiude il brano.

## Formazione

### Wiped Out
- Darius Keeler - Piano elettrico, pianoforte, tastiere, orchestrazioni
- Danny Griffiths - Tastiere, effetti sonori
- Pollard Berrier - Voce
- Steve "Smiley" Barnard - Batteria
- Steve Harris - Chitarra
- Jonathan Noyce - Basso elettrico

### Violently
- Darius Keeler - Sintetizzatore, pianoforte, sequencer, orchestrazioni
- Danny Griffiths - Tastiera, campionatori
- Holly Martin - Voce
- Steve "Smiley" Barnard - Batteria
- Steve Harris - Chitarra
- Jonathan Noyce - Basso